# جوزی بی‌ست
جوزی بی‌ست (انگلیسی: Josie Bissett؛ زادهٔ ۵ اکتبر ۱۹۷۰) بازیگر و نویسنده اهل ایالات متحده آمریکا است.
از فیلم‌های او می‌توان به مسافر بین‌راهی در تاریکی اشاره کرد.